# Rozvodový řetěz

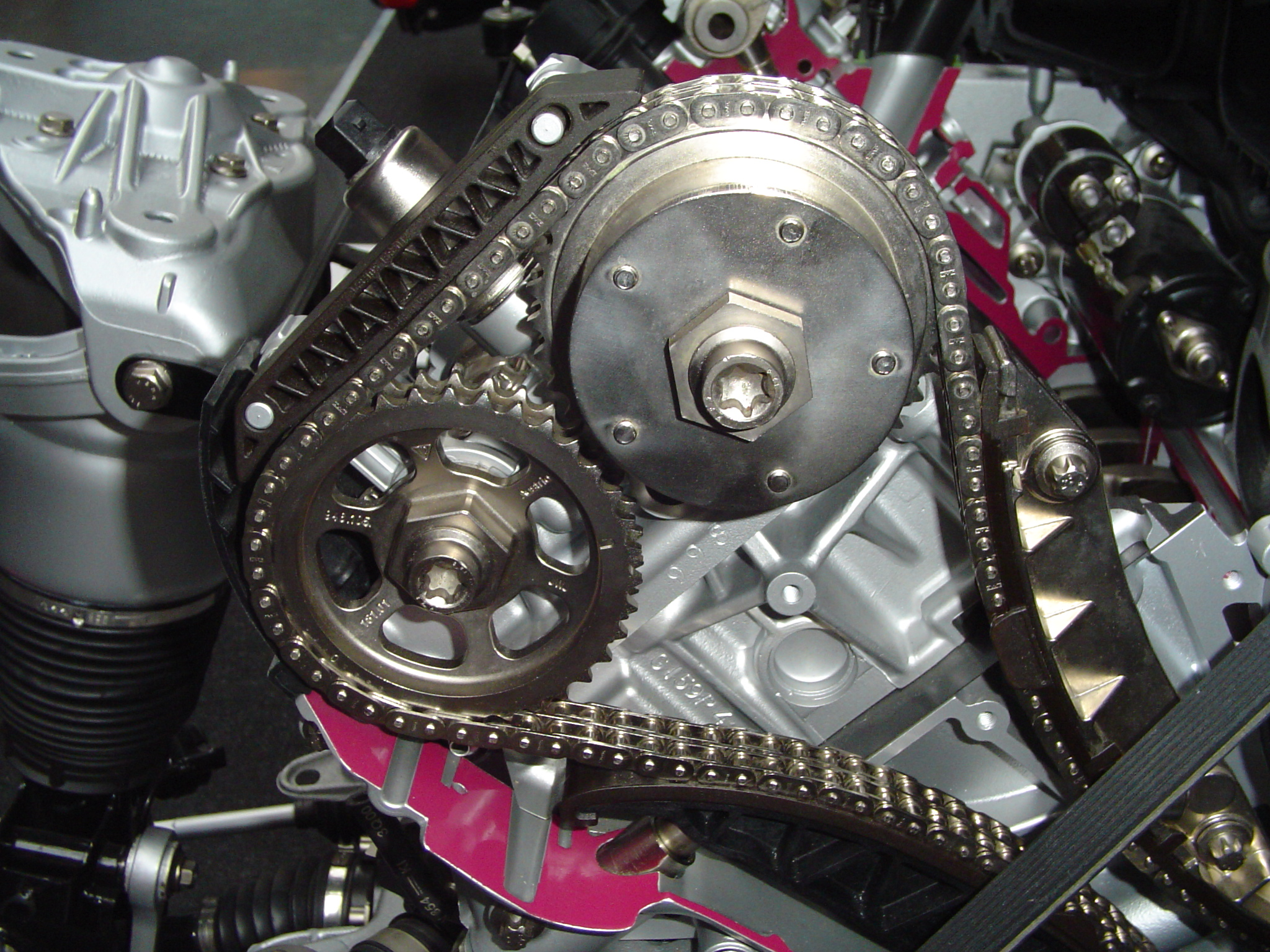
Rozvodový řetěz

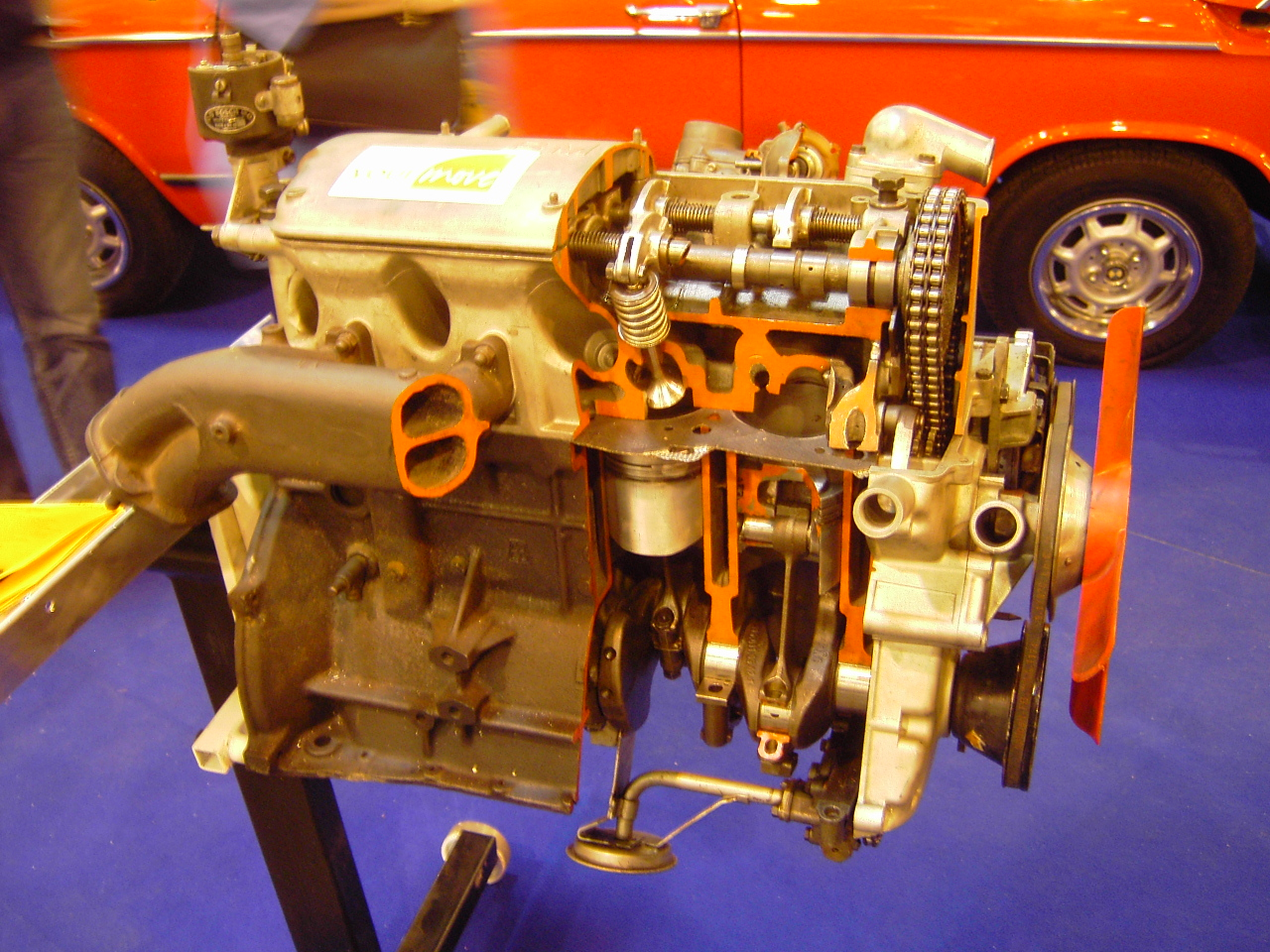
Rozvodový řetěz v částečném řezu motorem BMW M10

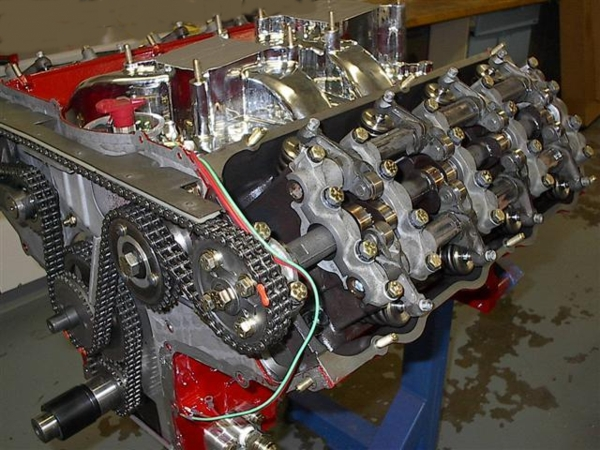
Rozvodový řetěz motoru V8

Rozvodový řetěz je součástí spalovacího motoru, v němž řídí časování ventilů. Rozvodový řetěz přenáší pohyb z klikové hřídele na vačkovou hřídel jež ovládá přímo ventily motoru.
U jiných konstrukčních provedení spalovacích motorů se místo rozvodového řetězu používají rozvodový řemen nebo pohon vačkových hřídelů pomocí ozubených kol (např. vzduchem chlazené boxer motory VW).
Rozvodový řetěz je sice proti rozvodovému řemenu výrobně dražší, ale jeho použití vyžaduje mnohem menší údržbu rozvodů motoru, na rozdíl od rozvodového řemene, který je potřeba pravidelně měnit (z důvodu rizika přetržení nebo vytažení řemene).
Pohon vačkových hřídelů pomocí ozubených kol má oproti rozvodovému řetězu větší hmotnost a reálně je omezen v podstatě pouze na motory s rozvody typu OHV.

## Použití
Rozvodový řetěz byl používán více ve starších motorech, poté byl postupně nahrazován rozvodovým řemenem, v posledních letech však dochází k jeho částečnému návratu. Motory s rozvody poháněnými rozvodovým řetězem využívá například i Škoda Auto a. s., a to jak v minulosti (např. modely Favorit, Forman a Felicia s motorem 1.3 či Fabia první generace s motorem 1.4 MPI 44 a 50 kW), tak i v současnosti (tříválce 1.2 HTP ve Fabiích obou generací)